# Tour de Polonia
El Tour de Polonia (oficialmente: en francés Tour de Pologne; en polaco: Wyścig Dookoła Polski) es una carrera por etapas profesional de ciclismo en ruta disputada a lo largo de la geografía polaca. Se celebra en agosto y pertenece al calendario UCI WorldTour, máxima categoría de las carreras profesionales.
El Tour se disputó por primera vez en 1928. Desde sus inicios hasta 1993 fue una carrera aficionada por ello la mayoría de ganadores han sido polacos. Posteriormente fue subiendo progresivamente de categorías profesionales desde la 2.4 hasta la 2.2 y ya desde el 2005 está inscrita en el programa del UCI ProTour, posteriormente llamado UCI WorldTour.
También contó entre 2000 y 2008 de edición femenina hasta el 2006 ediciones llamada oficialmente Eko Tour Dookola Polski. Comenzó siendo amateur a pesar de ello participaron corredoras profesionales de primer nivel desde sus inicios; en 2003 y 2004 fue de categoría 2.9.2 (última categoría del profesionalismo) renombrándose esa categoría en 2005 por la 2.2 manteniendo la carrera dicho estatus.

## Palmarés

### Masculino
| Año                               | Ganador               | Segundo               | Tercero              |
| --------------------------------- | --------------------- | --------------------- | -------------------- |
| ediciones amateur                 |                       |                       |                      |
| 1928                              | Feliks Więcek         | Wiktor Olecki         | Stanisław Kłosowicz  |
| 1929                              | Józef Stefański       | Eugeniusz Michalak    | Wacław Kołodziejczyk |
| 1930-1932 ediciones no realizadas |                       |                       |                      |
| 1933                              | Jerzy Lipiński        | Wiktor Olecki         | Stanisław Wasilewski |
| 1934-1936 ediciones no realizadas |                       |                       |                      |
| 1937                              | Bolesław Napierała    | Stanisław Wasilewski  | Józef Kapiak         |
| 1938 edición no realizada         |                       |                       |                      |
| 1939                              | Bolesław Napierała    | Marian Rzeźnicki      | Mieczysław Jaskolski |
| 1940-1946 ediciones no realizadas |                       |                       |                      |
| 1947                              | Stanisław Grzelak     | Zdzisław Stolarczyk   | Bolesław Napierała   |
| 1948                              | Wacław Wójcik         | Lucjan Pietraszewski  | Wacław Wrzesiński    |
| 1949                              | Francesco Locatelli   | Marin Niculescu       | Kaj Allan Olsen      |
| 1950-1951 ediciones no realizadas |                       |                       |                      |
| 1952                              | Wacław Wójcik         | Józef Kapiak          | Mieczysław Ulik      |
| 1953                              | Mieczysław Wilczewski | Wacław Wójcik         | Grzegorz Chwiendacz  |
| 1954                              | Marian Więckowski     | Stanisław Bugalski    | Adam Wisniewski      |
| 1955                              | Marian Więckowski     | Wiesław Podobas       | Adam Wisniewski      |
| 1956                              | Marian Więckowski     | Stanisław Bugalski    | Wiesław Podobas      |
| 1957                              | Henryk Kowalski       | Stanisław Bugalski    | Wacław Wrzesiński    |
| 1958                              | Bogusław Fornalczyk   | Constant Goossens     | Stanisław Gazda      |
| 1959                              | Wiesław Podobas       | Stanisław Gazda       | Dick Enthoven        |
| 1960                              | Roger Diercken        | Jan Kudra             | Anatoly Olizarenko   |
| 1961                              | Henryk Kowalski       | Bogusław Fornalczyk   | Eberhard Butzke      |
| 1962                              | Jan Kudra             | Roger Swerts          | Sylwester Góral      |
| 1963                              | Stanisław Gazda       | Stanisław Pawłowski   | Józef Beker          |
| 1964                              | Rajmund Zieliński     | Władysław Kozłowski   | Jan Magiera          |
| 1965                              | Józef Beker           | Jerzy Mikołajczyk     | Władysław Kozłowski  |
| 1966                              | Józef Gawliczek       | Jan Magiera           | Tadeusz Zadrożny     |
| 1967                              | Andrzej Bławdzin      | Alexandre Kulibin     | Józef Mikołajczyk    |
| 1968                              | Jan Kudra             | Marian Forma          | Stanisław Demel      |
| 1969                              | Wojciech Matusiak     | Zygmunt Hanusik       | Ryszard Szurkowski   |
| 1970                              | Jan Stachura          | Czesław Polewiak      | Tadeusz Szpak        |
| 1971                              | Stanisław Szozda      | Jan Smyrak            | Ladislav Zakretta    |
| 1972                              | Jose Luis Viejo       | Tadeusz Mytnik        | Stanisław Gazda      |
| 1973                              | Lucjan Lis            | Ryszard Szurkowski    | Tadeusz Mytnik       |
| 1974                              | André Delcroix        | Ludo Peeters          | Wojciech Matusiak    |
| 1975                              | Tadeusz Mytnik        | Hans-Joachim Hartnick | Marian Majkowski     |
| 1976                              | Janusz Kowalski       | Jan Brzeźny           | Hans-Joachim Vogel   |
| 1977                              | Lechosław Michalak    | Tadeusz Skrzypek      | Michael Schiffner    |
| 1978                              | Jan Brzeźny           | Tadeusz Wojtas        | Jan Jankiewicz       |
| 1979                              | Henryk Charucki       | Janusz Kowalski       | Jan Krawczyk         |
| 1980                              | Czesław Lang          | Tadeusz Wojtas        | Jan Jankiewicz       |
| 1981                              | Jan Brzeźny           | Roman Cieślak         | Sławomir Podwójniak  |
| 1982                              | Andrzej Mierzejewski  | Jan Schur             | Stanislaw Masiar     |
| 1983                              | Tadeusz Krawczyk      | Andrzej Serediuk      | Andrzej Mierzejewski |
| 1984                              | Andrzej Mierzejewski  | Tadeusz Krawczyk      | Tadeusz Piotrowicz   |
| 1985                              | Marek Leśniewski      | Zdzisław Wrona        | Dariusz Zakrzewski   |
| 1986                              | Marek Kulas           | Zbigniew Ludwiniak    | Mirosław Uryga       |
| 1987                              | Zbigniew Piątek       | Marek Leśniewski      | Czeslaw Lukaszewicz  |
| 1988                              | Andrzej Mierzejewski  | Arvi Tammesalu        | Mieczysław Karłowicz |
| 1989                              | Marek Wrona           | Sławomir Krawczyk     | Robert Krzyżostaniak |
| 1990                              | Mieczysław Karłowicz  | Grigorij Isczenko     | Tomasz Brożyna       |
| 1991                              | Dariusz Baranowski    | Mariusz Bilewski      | Marek Kamiński       |
| 1992                              | Dariusz Baranowski    | Raimondas Rumšas      | Igor Pastaukhowicz   |
| 1993                              | Dariusz Baranowski    | Marek Leśniewski      | Jonas Romanovas      |
| ediciones profesionales           |                       |                       |                      |
| 1994                              | Maurizio Fondriest    | Marco Lietti          | Tomasz Brożyna       |
| 1995                              | Zbigniew Spruch       | Fabrizio Guidi        | Dariusz Baranowski   |
| 1996                              | Viacheslav Dzhavanián | Maurizio Fondriest    | Andrea Noè           |
| 1997                              | Rolf Järmann          | Zenon Jaskuła         | Sasa Sviben          |
| 1998                              | Serguéi Ivanov        | Jacky Durand          | Fabio Malberti       |
| 1999                              | Tomasz Brożyna        | Cezary Zamana         | Jens Voigt           |
| 2000                              | Piotr Przydział       | Piotr Wadecki         | Serguéi Ivanov       |
| 2001                              | Ondřej Sosenka        | Jens Voigt            | Piotr Przydział      |
| 2002                              | Laurent Brochard      | Tomasz Brożyna        | Marek Rutkiewicz     |
| 2003                              | Cezary Zamana         | Andrea Noè            | Dave Bruylandts      |
| 2004                              | Ondřej Sosenka        | Hugo Sabido           | Franco Pellizotti    |
| 2005                              | Kim Kirchen           | Pieter Weening        | Thomas Dekker        |
| 2006                              | Stefan Schumacher     | Cadel Evans           | Alessandro Ballan    |
| 2007                              | Johan Vansummeren     | Robert Gesink         | Kim Kirchen          |
| 2008                              | Jens Voigt            | Lars Ytting Bak       | Franco Pellizotti    |
| 2009                              | Alessandro Ballan     | Dani Moreno           | Edvald Boasson Hagen |
| 2010                              | Daniel Martin         | Grega Bole            | Bauke Mollema        |
| 2011                              | Peter Sagan           | Daniel Martin         | Marco Marcato        |
| 2012                              | Moreno Moser          | Michał Kwiatkowski    | Sergio Luis Henao    |
| 2013                              | Pieter Weening        | Ion Izagirre          | Christophe Riblon    |
| 2014                              | Rafał Majka           | Ion Izagirre          | Beñat Intxausti      |
| 2015                              | Ion Izagirre          | Bart De Clercq        | Ben Hermans          |
| 2016                              | Tim Wellens           | Fabio Felline         | Alberto Bettiol      |
| 2017                              | Dylan Teuns           | Rafał Majka           | Wout Poels           |
| 2018                              | Michał Kwiatkowski    | Simon Yates           | Thibaut Pinot        |
| 2019                              | Pavel Sivakov         | Jai Hindley           | Diego Ulissi         |
| 2020                              | Remco Evenepoel       | Jakob Fuglsang        | Simon Yates          |
| 2021                              | João Almeida          | Matej Mohorič         | Michał Kwiatkowski   |
| 2022                              | Ethan Hayter          | Thymen Arensman       | Pello Bilbao         |
| 2023                              | Matej Mohorič         | João Almeida          | Michał Kwiatkowski   |
| 2024                              | Jonas Vingegaard      | Diego Ulissi          | Wilco Kelderman      |
| 2025                              | Brandon McNulty       | Antonio Tiberi        | Matteo Sobrero       |

### Femenino
En amarillo: edición amateur.
| Año                      | Ganadora           | Segunda               | Tercera                    |
| Eko Tour Dookola Polski  |                    |                       |                            |
| ------------------------ | ------------------ | --------------------- | -------------------------- |
| 2000                     | Lada Kozliková     | Nicole Brändli        | Patricia Hempel            |
| 2001                     | Christina Becker   | Lada Kozliková        | Doris Posch                |
| 2002                     | Valentyna Karpenko | Anita Valen de Vries  | Noemi Cantele              |
| 2003                     | Tatiana Stiajkina  | Valentina Polkanova   | Olga Slyusareva            |
| 2004                     | Tatiana Guderzo    | Maja Wloszczowska     | Bogumila Matusiak          |
| 2005                     | Bogumila Matusiak  | Volha Hayeva          | Tereza Huřiková            |
| 2006                     | Bogumila Matusiak  | Grete Treier          | Paulina Brzezna-Bentkowska |
| Tour de Polonia Femenino |                    |                       |                            |
| 2007                     | Kirsten Wild       | Grete Treier          | Stephanie Pohl             |
| 2008                     | Sara Mustonen      | Alexandra Burchenkova | Liesbet De Vocht           |
| 2009-2015                | No se disputó      | No se disputó         | No se disputó              |
| 2016                     | Jolanda Neff       | Flavia Oliveira       | Tetyana Riabchenko         |
| 2017-2023                | No se disputó      | No se disputó         | No se disputó              |
| 2024                     | Laura Molenaar     | Scarlett Souren       | Katarzyna Wilkos           |
| 2025                     | Chiara Consonni    | Linda Zanetti         | Kathrin Schweinberger      |

## Estadísticas
| Ciclista             | Victorias | Años              |
| -------------------- | --------- | ----------------- |
| Marian Więckowski    | 3         | 1954, 1955 y 1956 |
| Andrzej Mierzejewski | 3         | 1982, 1984 y 1988 |
| Dariusz Baranowski   | 3         | 1991, 1992 y 1993 |
| Jan Brzeźny          | 2         | 1978 y 1981       |
| Jan Kudra            | 2         | 1962 y 1968       |
| Wacław Wójcik        | 2         | 1948 y 1952       |
| Bolesław Napierała   | 2         | 1937 y 1939       |
| Henryk Kowalski      | 2         | 1957 y 1961       |
| Ondřej Sosenka       | 2         | 2001 y 2004       |

| Ciclista          | Victorias | Años        |
| ----------------- | --------- | ----------- |
| Bogumila Matusiak | 2         | 2005 y 2006 |

## Palmarés por países
| País            | Victorias | Último vencedor            |
| --------------- | --------- | -------------------------- |
| Polonia         | 52        | Michał Kwiatkowski en 2018 |
| Bélgica         | 6         | Remco Evenepoel en 2020    |
| Italia          | 4         | Moreno Moser en 2012       |
| Rusia           | 3         | Pavel Sivakov en 2019      |
| Alemania        | 2         | Jens Voigt en 2008         |
| República Checa | 2         | Ondřej Sosenka en 2008     |
| España          | 2         | Ion Izagirre en 2015       |
| Francia         | 1         | Laurent Brochard en 2002   |
| Luxemburgo      | 1         | Kim Kirchen en 2005        |
| Irlanda         | 1         | Daniel Martin en 2010      |
| Eslovaquia      | 1         | Peter Sagan en 2011        |
| Suiza           | 1         | Rolf Järmann en 1997       |
| Países Bajos    | 1         | Pieter Weening en 2013     |
| Portugal        | 1         | João Almeida en 2021       |
| Reino Unido     | 1         | Ethan Hayter en 2022       |
| Eslovenia       | 1         | Matej Mohorič en 2023      |
| Dinamarca       | 1         | Jonas Vingegaard en 2024   |
| Estados Unidos  | 1         | Brandon McNulty en 2025    |

| País            | Victorias | Último vencedor           |
| --------------- | --------- | ------------------------- |
| Ucrania         | 2         | Tatiana Stiajkina en 2003 |
| Polonia         | 2         | Bogumila Matusiak en 2006 |
| Países Bajos    | 2         | Laura Molenaar en 2024    |
| Italia          | 2         | Chiara Consonni en 2025   |
| República Checa | 1         | Lada Kozliková en 2000    |
| Alemania        | 1         | Christina Becker en 2001  |
| Suecia          | 1         | Sara Mustonen en 2008     |
| Suiza           | 1         | Jolanda Neff en 2016      |